# Антошкін Микола Тимофійович
Микола Тимофійович Антошкін (19 грудня 1942, с. Кузьминовка, Башкирська АРСР — 17 січня 2021) — радянський і російський військовий діяч, військовий льотчик 1-го класу, генерал-полковник, Герой Радянського Союзу. Заслужений військовий льотчик Російської Федерації (1993). Депутат Державної думи.

## Біографія
Народився 19 грудня 1942 року в мокшанському селі Кузьминовка Федоровського району Башкирської АРСР в селянській родині. Мокшанин.
Закінчив середню школу № 4 м. Кумертау в 1960 році. Працював на ТЕЦ в місті Кумертау різноробочим та інструктором фізкультури і спорту.
У 1961 році вступив в Оренбурзьке вище військове авіаційне Червонопрапорне училище льотчиків, яке закінчив у 1965 році. Проходив службу в Білоруському військовому окрузі на посадах льотчика, старшого льотчика, командира ланки. Служив у розвідувальному полку.
Брав участь в авіаційному забезпеченні військ, задіяних в подіях 1968 року в Чехословаччині. В 1969 році брав участь у конфлікті на радянсько-китайському кордоні.
У 1970 році направлений у Військово-повітряну академію імені Ю. О. Гагаріна, яку закінчив з відзнакою в 1973 році. В званні майора призначений командиром ескадрильї в Одеському військовому окрузі. Після закінчення восьмимісячних Центральних офіцерських курсів за спеціальністю «командир полку», призначений заступником командира полку з льотної підготовки.
У 1975 році отримав дострокове звання підполковника і призначений командиром новозформованого авіаційного полку в Кашкадар'їнській області Узбецької РСР. У 1976 році вперше у світі провів синхронну з космічним кораблем («Союз-21», космонавти Б. В. Волинов і В. М. Жолобов) зйомку земної поверхні в районі космодрому Байконур.
У липні 1979 року переведений на посаду командира полку в Групі радянських військ у Німеччині. Закінчив двомісячні Академічні курси при Військово-повітряній академії імені Ю. О. Гагаріна за спеціальністю «начальник штабу авіаційного сполучення», отримав звання полковника. З травня 1980 року по серпень 1981 року на посаді командувача авіацією — заступника командувача 20-ї гвардійської армії.
В 1981 році вступив у Військову академію Генерального штабу ЗС СРСР, яку закінчив у 1983 році.
У 1983 році призначений на посаду командувача авіацією — заступника командувача Центральною групою військ (ЧССР). З 1985 року — начальник штабу ВПС Київського військового округу.
29 квітня 1985 року отримав звання генерал-майора авіації.
Брав участь у ліквідації наслідків аварії на Чорнобильській АЕС (1986), в перші десять діб безпосередньо керував діями особового складу щодо закриття реактора. Особисто здійснював обльоти реактора, отримавши при цьому велику дозу опромінення.
Указом Президії Верховної Ради СРСР від 24 грудня 1986 року «за особистий внесок в успішне проведення робіт по ліквідації аварії на Чорнобильській атомній електростанції, усунення її наслідків і проявлені при цьому мужність і героїзм», генерал-майору авіації Антошкіну Миколі Тимофійовичу присвоєно звання Героя Радянського Союзу з врученням ордена Леніна і медалі «Золота Зірка» (№ 11552).
У серпні 1988 року призначений на посаду командувача ВПС Середньоазіатського військового округу. Забезпечував запуски-посадки пілотованих космічних кораблів, а також космічного корабля багаторазового використання «Буран» та евакуацію космонавтів з районів приземлення.
З листопада 1989 року по листопад 1993 року — командувач ВПС Московського військового округу. У грудні 1993 — березні 1997 — командувач фронтовою авіацією ВПС Росії.
10 червня 1994 року присвоєно військове звання генерал-полковника. У листопаді 1997 року призначений на посаду заступника головнокомандувача ВПС з бойової підготовки — начальника Управління бойової підготовки ВПС. У листопаді 1998 року достроково звільнився в запас.
Займався вивченням феномена НЛО.
У грудні 1999 року балотувався в депутати Державної Думи Федеральних Зборів Російської Федерації від Партії миру і єдності.
Член Центральної координаційної ради прихильників партії «Єдина Росія». 4 грудня 2011 року був двадцять п'ятим у виборчому списку кандидатів в депутати Держдуми РФ VI скликання по Московській регіональній групі. 26 листопада 2014 року після схвалення на Генраді партії Єдина Росія ЦВК РФ передала вакантний мандат депутата Миколі Антошкіну.
18 вересня 2016 року обраний депутатом Державної думи Російської Федерації VII скликання за федеральним списком від партії «Єдина Росія» (№ 8 у регіональній групі № 35, місто Москва).
Очолює Клуб Героїв Радянського Союзу, Героїв Російської Федерації і повних кавалерів ордена Слави міста Москви і Московської області.
Доктор військових наук Міжнародної академії наук (1996), асоційований професор Міжнародної академії наук (1996). За період проходження військової служби літав більш ніж на 40 типах літальних апаратів (літаків, вертольотів).
Був одружений, мав двох дітей.
Ім'ям Героя названі школа в селі Кузьминовка, школа і вулиця в місті Кумертау.

## Нагороди та звання
- Герой Радянського Союзу (24.12.1986)
- Орден «За заслуги перед Вітчизною» III ступеня (19.10.2013)[4]
- Орден «За заслуги перед Вітчизною» IV ступеня з мечами (28.08.1995)
- Орден Леніна (24.12.1986)
- Орден «За службу Батьківщині у Збройних Силах СРСР» II ступеня (28.11.1991)
- Орден «За службу Батьківщині у Збройних Силах СРСР» III ступеня (22.02.1977)
- Медаль «За відзнаку в охороні державного кордону СРСР»
- Медаль «20 років Перемоги у Великій Вітчизняній війні» (1965)
- Медаль «Ветеран Збройних Сил СРСР» (1987)
- Медаль «50 років Збройних Сил СРСР» (1968)
- Медаль «60 років Збройних Сил СРСР» (1978)
- Медаль «70 років Збройних Сил СРСР» (1988)
- Медаль «За бездоганну службу» I ступеня (1982)
- Медаль «За бездоганну службу» II ступеня (1977)
- Медаль «За бездоганну службу» III ступеня (1971)
- Медаль «За зміцнення бойової співдружності» (1988)
- Медаль «За зміцнення бойової співдружності»
- Медаль «У пам'ять 1500-річчя Києва»
- Медаль Жукова
- Медаль «50 років Перемоги у Великій Вітчизняній війні» (1995)
- Медаль «300 років Російському флоту» (1996)
- Медаль «В пам'ять 850-річчя Москви» (1997)
- Медаль «200 років Міністерству оборони»
- Медаль «Захиснику вільної Росії»
- Медаль «За службу у Військово-повітряних силах»

- Орден Леона (Абхазія)
- Медаль «За зміцнення братства по зброї» 2-й ступеня (ЧССР, 1984)
- Медаль «Воїну-інтернаціоналісту від вдячного Афганського народу» (Афганістан, 1988)
- інші іноземні нагороди

- Орден Святого князя Данила Московського II і III ступеня (РПЦ)
- Орден Святого Великого князя Дмитра Донського III ступеня (РПЦ)

- Заслужений військовий льотчик Російської Федерації (22.02.1993)
- Почесний громадянин міста Кумертау (6 травня 1996)
- Почесний громадянин Республіки Мордовія (січень 1998)